# Italia bella
Italia bella è un singolo del cantautore italiano Nino D'Angelo, pubblicato il 4 dicembre 2011 come unico estratto dal trentacinquesimo album in studio Tra terra e stelle.